# Boyd-Nunatak
Der Boyd-Nunatak ist ein kleiner Nunatak im ostantarktischen Prinzessin-Elisabeth-Land. Er ragt 13 km südöstlich des Mount Caroline Mikkelsen auf der Südseite des Publications-Schelfeises auf.
Norwegische Kartografen kartierten ihn anhand von Luftaufnahmen, die bei der Lars-Christensen-Expedition 1936/37 entstanden. Neuerliche Kartierungen erfolgen im Rahmen der Australian National Antarctic Research Expeditions. Das Antarctic Names Committee of Australia (ANCA) benannte ihn am 18. Mai 1971 nach John S. Boyd, Physiker auf der Wilkes-Station im Jahr 1965.